# Eduardo Ibarra y Rodríguez
Eduardo Ibarra y Rodríguez (Calataiud, 30 de gener de 1866 - Madrid, 22 de maig de 1944) fou un historiador i escriptor aragonès, acadèmic de la Reial Acadèmia de la Història.

## Biografia
El seu pare era catedràtic de teologia dogmàtica en la Universitat de Saragossa. Es va doctorar en dret i en filosofia i lletres i treballà com a catedràtic d'història universal en la Universitat de Saragossa i en la Universitat de Madrid.
Centrat en l'erudició del passat aragonès, planteja el problema d'iniciar l'edició sistemàtica i solvent de les fonts documentals, i dirigirà a Saragossa una col·lecció de documents per a l'estudi de la història d'Aragó en dotze volums, en la qual hi col·laboraren el mateix Ibarra, Salarrullana, Aznar Navarro, Riba, Sangorrín i altres. Col·laborà a Revista de Aragón (1902, 1905), Revue des Pyrénées (1902) i Hispania (1942).
Considerat regeneracionista i regionalista aragonès, el 1914, però, es va traslladar-se a Madrid, on es va interessar en la història del descobriment d'Amèrica i en la història econòmica moderna d'Espanya, publicant diversos estudis sobre el tema. El 1919 va ingressar en la Reial Acadèmia de la Història.

## Obres
- Don Fernando el Católico y el descubrimiento de América (1892)
- Documentos correspondientes al reinado de Ramiro I (1034-1068), t. VI de la Colección de documentos para el estudio de la historia de Aragón, Zaragoza, 1904;
- Cristianos y moros, documentos aragoneses y navarros, Zaragoza, 1904;
- Documentos correspondientes al reinado de Sancho Ramírez (vol. II, 1063-1094), t. IX de la Colección de documentos para el estudio de la historia de Aragón, Zaragoza, 1913.
- La carne al comenzar la Edad Moderna, 1932
- Siete cartas originales de Felipe II a los diputados del reino de Aragón en 1579 sobre administración económica (1930)
- Los precedentes históricos aragoneses de los estatutos regionales (1932).
- Papeles de Zurita conservados en el antiguo Archivo de la Diputación de Aragón, 1933
- Precedentes de la Casa de Contratación de Sevilla, 1941
- Problema cerealístico durante el reinado de Reyes Católicos, 1941
- La reconquista de los estados pirenaicos hasta la muerte de Sancho el Mayor, 1942.